# Sint-Dionysiuskerk (Impe)

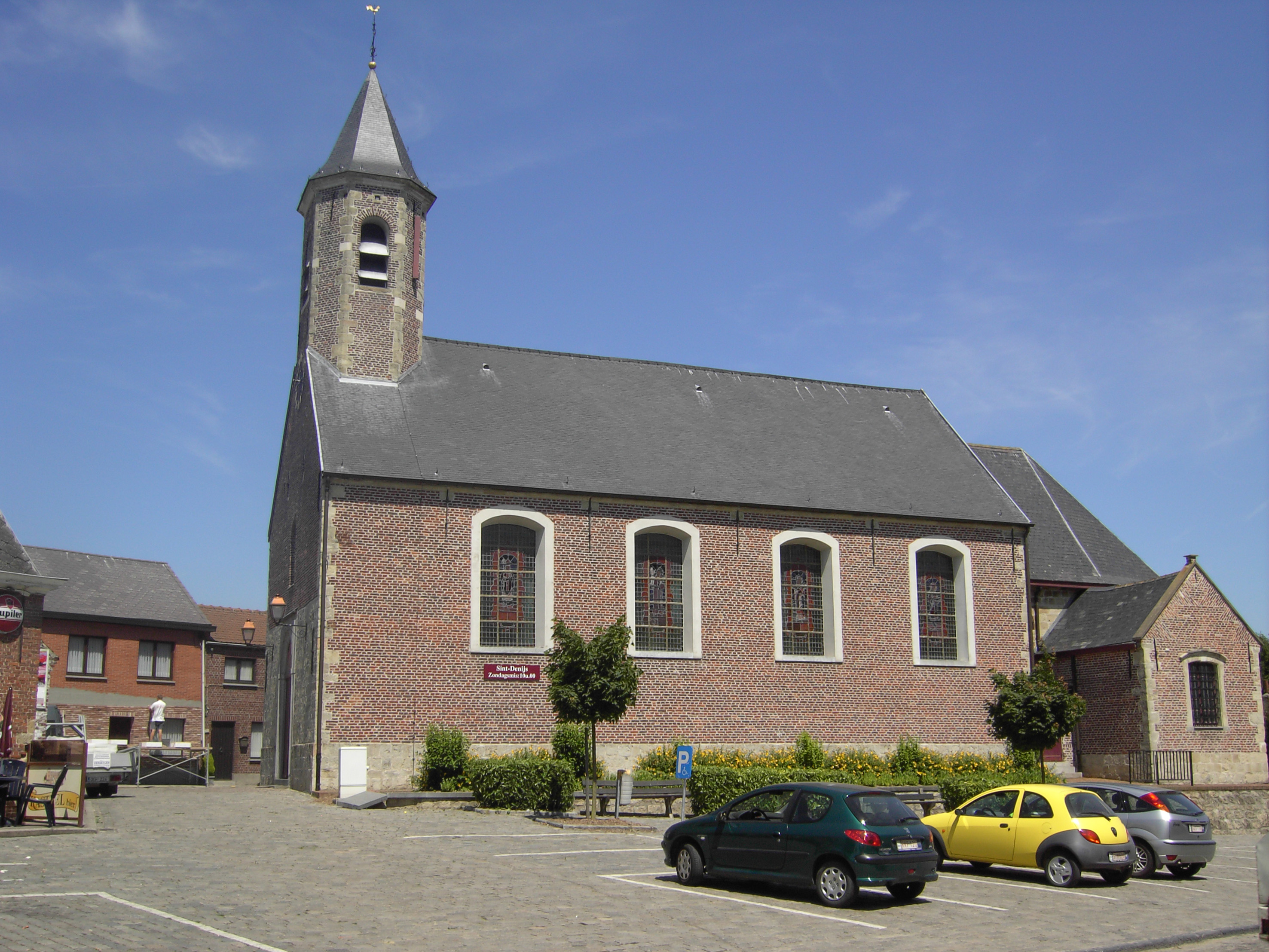
Sint-Dionysiuskerk

De Sint-Dionysiuskerk is de parochiekerk van de tot de Oost-Vlaamse gemeente Lede behorende plaats Impe, gelegen aan Impedorp 64.

## Geschiedenis
De kerk brandde in 1582 uit en werd in 1607-1608 herbouwd. In 1773 werd het schip vergroot in classicistische stijl naar ontwerp van Philip Gobert.

## Gebouw
Het betreft een georiënteerd bakstenen kerkgebouw met ingebouwde westtoren en classicistisch schip. De ingebouwde westtoren heeft een achthoekige bovengeleding. Het koor is laatgotisch.
Het schip wordt overkluisd door Boheemse kappen.
De hoofd- en zijaltaren en de biechtstoel zijn 18e-eeuws. De preekstoel is van 1888 en het Vereecken-orgel is van 1881.